# Brian P. Roman
Brian P. Roman, ameriški astronom. 

## Delo
Odkril je 11 asteroidov in je bil odkritelj ali soodkritelj nekaterih periodičnih kometov, kot so:
- 111P/Helin-Roman-Crockett,
- 117P/Helin-Roman-Alu in
- 132P/Helin-Roman-Alu

Njemu v čast so poimenovali asteroid 4575 Broman.